# قلمروی دانمارک
قلمروی دانمارک (دانمارکی: det danske rige) ،به طور رسمی پادشاهی دانمارک ،حکومتی مستقل در شمال اروپا و آمریکای شمالی است که شامل سه جزء تشکیل دهنده دانمارک در شمال اروپای قاره ای و دو منطقه خودمختار جزایر فارو و گرینلند در آمریکای شمالی است .  همچنین لفظ رسمی برای حالت روابط بین خود دانمارک و دو کشور جزء جزایر فارو و گرینلند است، که مجموعاً پادشاهی دانمارک را تشکیل می‌دهند. این مفهوم به عنوان یگانگی قلمرو (دانمارکی: rigsenheden)، یا به‌طور کمتر رسمی «مشترک‌المنافع قلمرو» (دانمارکی: rigsfællesskabet; فارویی: ríkisfelagsskapurin; گرینلندی: naalagaaffeqatigiit) شناخته می‌شود.
ماهیت پادشاهی دانمارک به‌طور بنیادی یک کشور مستقل متمرکز است. جزایر فارو و گرینلند از قرن نوزدهم جزو پادشاهی دانمارک شده‌اند. به هر روی، به دلیل ماهیت‌های مجزای تاریخی و فرهنگیشان، این بخش‌های قلمرو نوع بسط یافته‌ای از خودگردانی دارند و وظایف قوه مقننه و قوه مجریه را در زمینه‌های قابل توجهی در اختیار گرفته‌اند.
قانون اساسی دانمارک بیان کرده که منافع خارجی و امنیتی اجزای پادشاهی دانمارک بر عهدهٔ دولت دانمارک است.